# Ypsora lepraota
Ypsora lepraota är en fjärilsart som beskrevs av George Francis Hampson 1926. Ypsora lepraota ingår i släktet Ypsora och familjen nattflyn. Inga underarter finns listade i Catalogue of Life.